# كيمياء الزرنيخ الحيوية

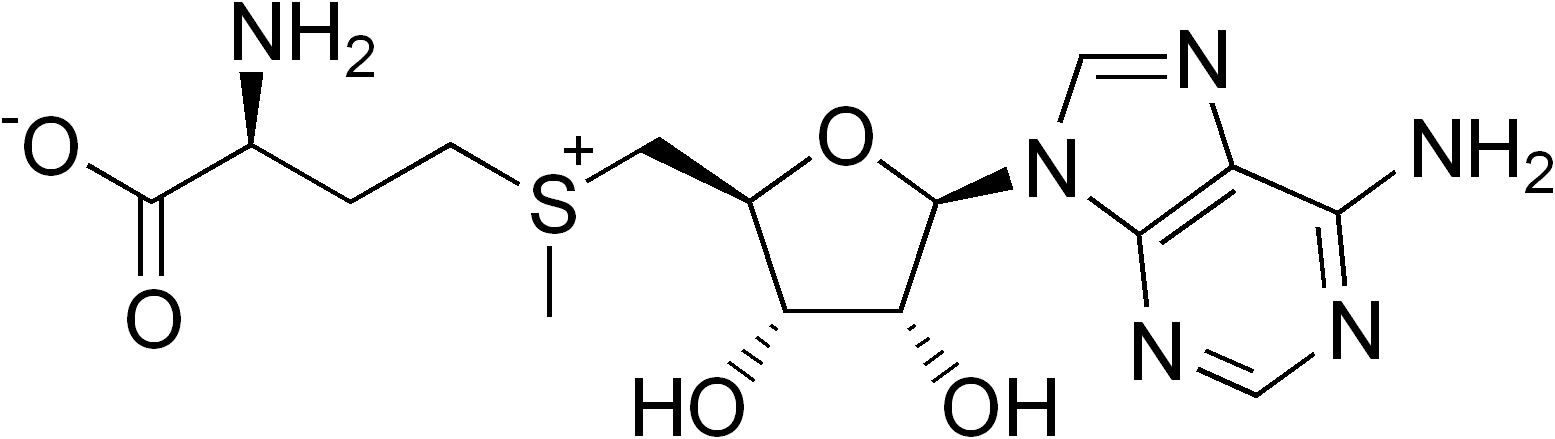
S-أدينوزيل ميثونين، مصدرٌ لمجموعات الميثيل في العديد من المركبات الحيوية الزرنيخية.

تشير الكيماء الحيوية الزرنيخية إلى العمليات الكيميائية الحيوية التي يمكن أن تستخدم الزرنيخ أو مركباته مثل الزرنيخات. الزرنيخ هو عنصر متوسط الوفرة في القشرة الأرضية، ورغم أن العديد من المركبات الزرنيخية تُعتبَر في الغالب عالية السُّمية لمعظم الكائنات الحية؛ إلا أن العديد من المركبات العضوية الزرنيخية تتم عملية أيضها لدى العديد من الكائنات. وهذا النمط عام بالنسبة للعناصر ذات الصلة بما في ذلك السيلينيوم الذي يمكن أن يُظهر كُلّا من التأثيرات المفيدة والمؤذية. الكيمياء الحيوية الزرنيخية أصبحت موضع اهتمام منذ العثور على العديد من المركبات الزرنيخية السامة في بعض المياه الجوفية، وهذا من المحتمل أن يؤثر على الملايين من الناس عبر عمليات كيميوحيوية.

## ضرره على الدنا
تم التقرير بأن الزرنيخ يُسبِّب تغْييرات في الدنا مثل اختلال الصيغة الصبغية، تشكل النواة الصغيرة، الاضطراب الصبغي، طفرات الحذف، تبادل الكروماتيدات الشقيقة، الربط التشابكي للدنا مع البروتين. تم إثبات أن الزرنيخ لا يتفاعل مباشرة مع الدنا وأنه يعتبر مطفِّرا ضعيفا، لكنه يساعد في تطفيرية المسرطِنات الأخرى، على سبيل المثال يزداد التآزر في نشاط التطفير لدى الزرنيخ عند امتصاص خلايا الإنسان وثدييات أخرى الأشعة فوق البنفسجية ثم تعرُّضِها للزرنيخ. تقترح سلسلة من تجارب الملاحظة أن السُمية الجينية للزرنيخ مرتبطة أساسا بجيل من أنواع الأكسجين التفاعلي (ROS) أثناء تحولها البيولوجي. إنتاج مركبات ROS قادرٌ على توليد ناتج إضافة دنا، شروخات في سلسلة الدنا، تشابكات واضطرابات صبغية. الضرر التأكسدي سببه التغيرات في القواعد النووية للدنا، وبشكل خاص 8-أوكسو غوانين (8-OHdG) والذي يُسبب طفرات G:C إلى T:A. يمكن أن يسبب الزرنيخ غير العضوي شررخا في سلسلة الدنا حتى في تراكيز منخفضة.

### تثبيط ترميم الدنا
تعتبر عملية تثبيط ترميم الدنا أحد الآليات الأساسية للتسمم الجيني الزرنيخي غير العضوي. ترميم استئصال النوكليوتيد (NER) وترميم استئصال القاعدة (BER) هما الآليتان المستخدمتان في ترميم تضرر قواعد الدنا المسببة بواسطة ROS بعد التعرض للزرنيخ. بشكل خاص، ترميم استئصال النوكليوتيد هو المسار الأساسي لترميم التشوهات المتكتلة في لولب الدنا المزدوج، في حين أن ترميم استئصال القاعدة هو آلية تستخدم أساسا في ترميم شروخات سلسلة واحد سببتها ROS، لكن يمكن كذلك للزرنيخ غير العضوي تثبيط آلية الترميم باستئصال القاعدة.